# Pravna stečevina Europske unije
Pravna stečevina Europske unije (francuski acquis communautaire) naziv koji se odnosi na cjelokupno dosad akumulirano pravo EU, odnosno na skup pravnih normi i odluka koje obvezuju sve zemlje članice unutar Europske unije. Svaka država koja želi pristupiti u članstvo EU mora prihvatiti osnivačke ugovore i druge sadržaje izvedene iz ugovora i uskladiti svoje zakonodavstvo s pravnom stečevinom EU.
U vrijeme pregovora sa zemljama kandidatkinjama za članstvo za peto proširenje Europske unije (10 članica koje su pristupile 2004. zajedno s Bugarskom i Rumunjskom), cjelokupna pravna stečevina bila je podjeljena na 31 poglavlje. Za pregovore o pristupanju Hrvatske i Turske Europskoj uniji, pravna stečevina je podjeljena na 35 poglavlja:
1. Sloboda kretanja roba
2. Sloboda kretanja radnika
3. Pravo poslovnog nastana i sloboda pružanja usluga
4. Sloboda kretanja kapitala
5. Javne nabave
6. Pravo trgovačkih društava
7. Pravo intelektualnog vlasništva
8. Tržišno natjecanje
9. Financijske usluge
10. Informacijsko društvo i mediji
11. Poljoprivreda i ruralni razvitak
12. Sigurnost hrane, veterinarstvo i fitosanitarni nadzor
13. Ribarstvo
14. Prometna politika
15. Energetika
16. Porezi
17. Ekonomska i monetarna unija
18. Statistika
19. Socijalna politika i zapošljavanje
20. Poduzetništvo i industrijska politika
21. Trans-europske mreže
22. Regionalna politika i koordinacija strukturnih instrumenata
23. Pravosuđe i temeljna ljudska prava
24. Pravda, sloboda i sigurnost
25. Znanost i istraživanje
26. Obrazovanje i kultura
27. Okoliš
28. Zaštita potrošača i zdravlja
29. Carinska unija
30. Vanjski odnosi
31. Vanjska, sigurnosna i obrambena politika
32. Financijski nadzor
33. Financijske i proračunske odredbe
34. Institucije
35. Ostala pitanja

Potpisivanjem Sporazuma o stabilizaciji i pridruživanju Republika Hrvatska je preuzela i obvezu prilagođavanja svog zakonodavstva pravnoj stečevini EU.

## Hrvatska i pravna stečevina EU
Hrvatska je završetkom pristupnih pregovora s Europskom unijom u lipnju 2011. ujedno i usvojila veliku većinu pravne stečevine Unije u svoje zakonodavstvo. Usvajanje ostatka pravne stečevine provedeno je do ulaska Hrvatske u EU 1. srpnja 2013. godine. 

## Poveznice
- Pristupanje Hrvatske Europskoj uniji